# Wilson Bugembe
Wilson Bugembe é um cantautor e musico ugandense de música gospel e pastor na "Light the World Ministries" de Kampala, Uganda.

## Primeiros anos e educação
Wilson Bugembe nasceu em 1984 na cidade de Masaka do senhor e senhora Kirabira. Bugembe ficou órfão precocemente que o fez viver parte de sua vida nas ruas. Mas ele foi capaz de frequentar a escola até a universidade onde estudou por apenas um semestre e desistiu.

## Música
Wilson começou a cantar profissionalmente quando tinha dezenove anos de idade. Ele lançou o primeiro álbum dele "Yellow". Fez sucesso através da canção "Njagala Kumanya" com o qual esteve entre os mais tocadas das estações de rádio e televisões em Uganda. Desde então teve canções de sucesso como "Komawo eka", "Bilibabitya", "Kani", "Bamuyita Yesu", "Yellow", "Lengera Embaata", "Komawo Eka", "Munaabe" e "Ani". Ele já trabalhou com Sylver Kyagulanyi e Isaiah Katumwa. Desde 2010 tem lançado uma série de álbuns como "Kani", "Ani", "Lengera Embaata", "Biribabitya" e "Ningirira".

## Discografia

### Álbuns
- Yellow
- Njagala Kumanya
- 2010: Kani
- 2010: Ani
- 2011: Lengera Embaata
- 2012: Biribabitya
- 2013: Akawala ako
- 2014: Sibiwulira

## Prêmios e reconhecimentos
- Melhor Artista Gospel pela Pearl of Africa Music Awards de 2007.[12]
- Melhor Gospel Single (Komawo Eka) em 2008 pela Pearl of Africa Music Awards.[13]
- Melhor Artista Gospel pela Pearl of Africa Music Awards de 2008.[13]